# MKB-Nederland
De Koninklijke Vereniging MKB-Nederland is een organisatie van ondernemers uit het midden- en kleinbedrijf (mkb) die per branche of per regionale of lokale vereniging zijn aangesloten. MKB-Nederland is een belangenorganisatie die met de overheid overlegt, onderhandelt en samenwerkt om wetgeving en regels te beïnvloeden zodat deze aansluiten bij de belangen en wensen van het mkb. Bij MKB-Nederland zijn eind 2004 135 brancheorganisaties en 250 regionale en lokale ondernemersverenigingen aangesloten, samen goed voor ruim 186.000 ondernemers en instellingen.

## Voorzitters
Voorzitter van MKB-Nederland is sinds 4 september 2018 Zwollenaar Jacco Vonhof. Zijn voorgangers waren Michaël van Straalen (2013-2018), Hans Biesheuvel (2011-2013),  Loek Hermans (2003-2011), Hans de Boer (1998-2003), Niko Wijnolst (1996-1997) en Jan Kamminga (1995-1996).

## Geschiedenis
MKB-Nederland is in 1995 ontstaan uit een fusie van het Koninklijk Nederlands Ondernemersverbond (KNOV) en het Nederlands Christelijk Ondernemersverbond (NCOV). De toenmalige voorzitter van het KNOV Jan Kamminga werd de eerste voorzitter van de nieuwe organisatie, zijn collega Jan ten Hoopen van het NCOV werd vicevoorzitter.
| Datum              | Omschrijving |
| ------------------ | --- |
| 3 september 2018   | De heer Jacco Vonhof (1969) wordt door de Algemene Ledenvergadering, bijeengekomen in de Haagse Malietoren, benoemd tot nieuwe voorzitter, ingaande 4 september. |
| 31 januari 2018    | Michaël van Straalen maakt bekend per 1 februari 2018 zijn functie als voorzitter neer te leggen. Hij is van oordeel dat MKB-Nederland een sterker profiel nodig heeft, dichter bij ondernemers. De beide vicevoorzitters, de heren G.F.(Fried) Kaanen (1955) en J.J. (Jan) Meerman (1959) nemen het voorzitterschap waar.                  |
| 21 juni 2017       | De Algemene Ledenvergadering benoemt Van Straalen voor een tweede termijn als voorzitter. |
| 4 november 2013    | De heer M.A. (Michaël) van Straalen, vicevoorzitter, wordt door de Algemene Ledenvergadering te Den Haag in de 'Malietoren' benoemd tot voorzitter, per direct. |
| 1 september 2013   | Hans Biesheuvel legt in gezamenlijk overleg het voorzitterschap neer. |
| 16 mei 2011        | De heer J.H.A.S. (Hans) Biesheuvel (1965) wordt door de Algemene Ledenvergadering te Den Haag in de 'Malietoren' benoemd tot voorzitter en treedt per 1 juni 2011 aan als voorzitter van MKB-Nederland. |
| 9 februari 2011    | Hermans treedt terug als voorzitter van MKB-Nederland tijdens een afscheidsbijeenkomst in de Koninklijke Schouwburg te Den Haag. De heer M.A. (Michaël) van Straalen (1956), vicevoorzitter, treedt op als waarnemend voorzitter. |
| 31 augustus 2009   | MKB-Nederland verhuist uit haar kantoorpand aan het Brassersplein 1 te Delft naar Den Haag en neemt haar intrek in de 'Malietoren' (Bezuidenhoutseweg 12), waar VNO-NCW al langer gehuisvest is. |
| 10 november 2008   | De Algemene Ledenvergadering besluit op grond van interne advisering door een commissie onder leiding van de heer mr. J. (Jan) van Walsem, lid van het hoofdbestuur, tot de vorming van een gezamenlijk beleidsbureau en tot gezamenlijke huisvesting met VNO-NCW.                                                                          |
| 12 juni 2007       | De Algemene Ledenvergadering benoemt Loek Hermans voor een tweede termijn als voorzitter. |
| 17 juni 2003       | Hans de Boer treedt terug als voorzitter van MKB-Nederland. De heer drs. L.M.L.H.A. (Loek) Hermans (1951) wordt door de Algemene Ledenvergadering in 'Sociëteit De Witte' te Den Haag op diezelfde dag benoemd tot voorzitter. Hij treedt per 1 juli 2003 aan.                                                                              |
| 27-30 oktober 2002 | MKB-Nederland organiseert het 29e International Small Business Congress ISBC in de RAI te Amsterdam. Ongeveer 1200 vertegenwoordigers van mkb-organisaties uit 40 landen komen bijeen onder de congrestitel "Small Business, Big Markets, One World".                                                                                       |
| 20 september 2002  | Jubileumfeest in het Concertgebouw te Amsterdam ter gelegenheid van het 100-jarig bestaan van de Koninklijke Vereniging MKB-Nederland en haar voorgangers. Tijdens deze avondbijeenkomst wordt het woord gevoerd door minister-president Balkenende, voorzitter Hans de Boer en ir. Lindenberg namens de Raad van Bestuur van de ING Groep. |
| 16 februari 1998   | De Algemene Ledenvergadering te Amersfoort benoemt de heer drs. J. (Hans) de Boer (1955) tot voorzitter van MKB-Nederland, zijn functie gaat nog diezelfde dag in. |
| 26 mei 1997        | Niko Wijnolst legt het voorzitterschap van MKB-Nederland met onmiddellijke ingang neer vanwege een verschil van mening met het hoofdbestuur over de koers van de organisatie. De heer Th.J.M. (Theo) Evers (1937-1998), vicevoorzitter, treedt op als waarnemend voorzitter.                                                                |
| 24 juni 1996       | Kamminga treedt terug als voorzitter van MKB-Nederland tijdens een Algemene Ledervergadering en aansluitend 'Het Nationaal mkb-debat' te Den Haag. De heer prof. dr. ir. N. (Niko) Wijnolst (1946) volgt hem per 1 juli 1996 op. |
| 3 juli 1995        | De Algemene Ledenvergadering van het KNOV en de Verbondsraad van het NCOV besluiten te Wassenaar in kasteel 'De Wittenburg' unaniem tot fusie van beide verenigingen en tot oprichting per 4 juli 1995 van de "Koninklijke Vereniging MKB-Nederland". Jan Kamminga wordt benoemd tot eerste voorzitter, Jan ten Hoopen tot vicevoorzitter.  |